# Chwalcie łąki umajone

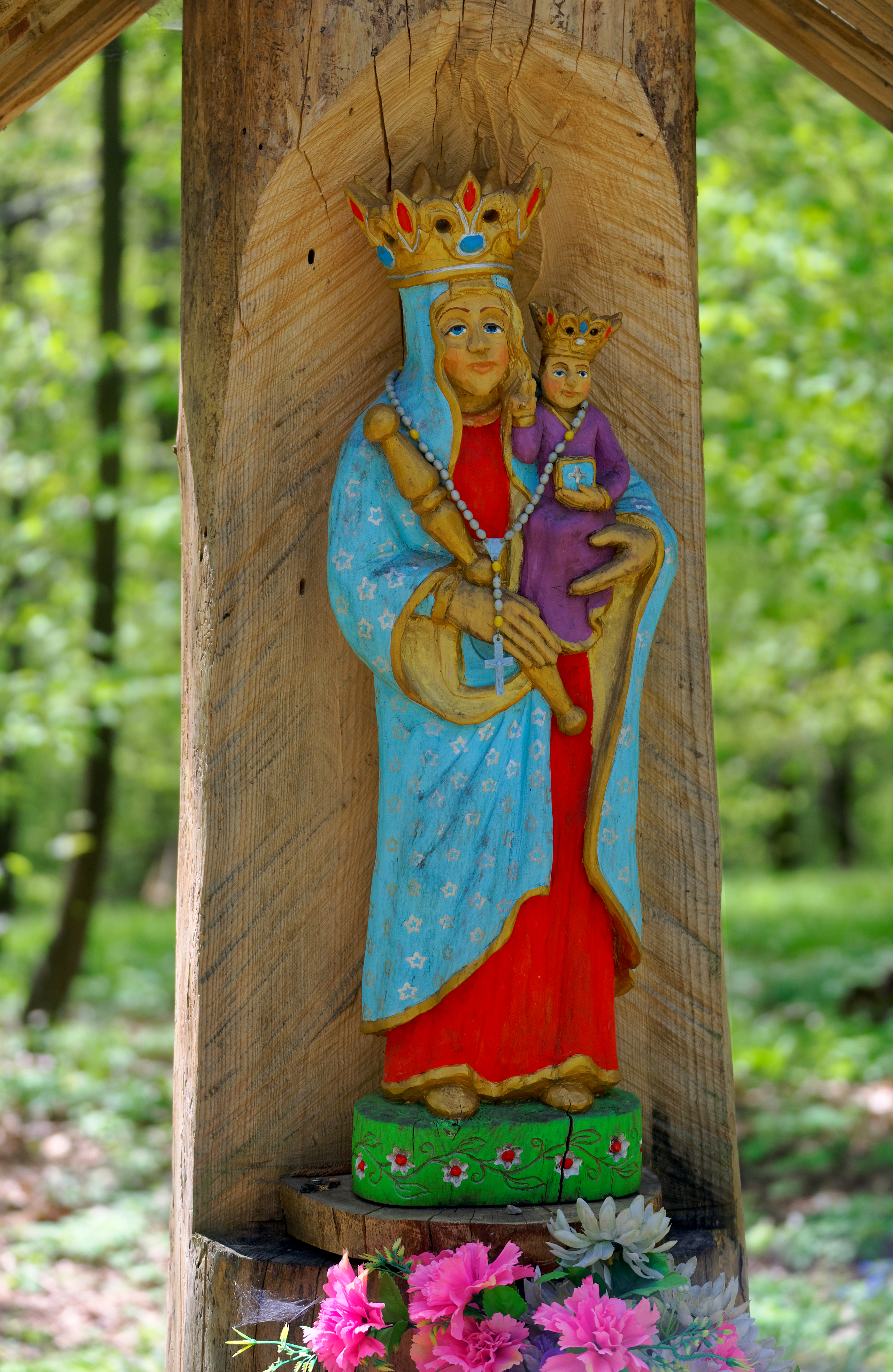
Chwalcie łąki umajone...

Chwalcie łąki umajone – polska pieśń maryjna o spokojnej, uroczystej melodii.
Autorem tekstu jest jezuita Karol Antoniewicz, który nadał jej tytuł Pieśń majowa. Pochodzi z lat 40. XIX wieku i śpiewana jest najczęściej w maju, miesiącu maryjnym.
Tekst wychwala Maryję, wzywając, aby całość przyrody ożywionej i nieożywionej dołączyła do uwielbienia jej przez ludzi.

## Tekst
1. Chwalcie łąki umajone,
Góry, doliny zielone.
Chwalcie, cieniste gaiki,
Źródła i kręte strumyki!
2. Co igra z morza falami,
W powietrzu buja skrzydłami,
Chwalcie z nami Panią Świata,
Jej dłoń nasza wieniec splata.
3. Ona dzieł Boskich korona,
Nad Anioły wywyższona;
Choć jest Panią nieba, ziemi,
Nie gardzi dary naszymi.
4. Wdzięcznym strumyki mruczeniem,
Ptaszęta słodkim kwileniem,
I co czuje, i co żyje,
Niech z nami sławi Maryję!